# Referendo constitucional australiano de 2023
O referendo constitucional australiano de 2023, também conhecido como referendo da Voz Indígena Australiana de 2023, foi realizado em 14 de outubro de 2023. Os eleitores foram questionados se aprovaram uma alteração à Constituição australiana que reconheceria os indígenas australianos no documento através da prescrição de um órgão chamado Voz dos Aborígenes e das Ilhas do Estreito de Torres que "pode fazer representações ao Parlamento e ao Governo Executivo da Commonwealth em questões relacionadas aos povos aborígenes e das ilhas do Estreito de Torres".
O referendo foi derrotado nas votações estaduais e nacionais.
A questão do referendo e a alteração proposta foram anunciadas em 23 de março de 2023 pelo primeiro-ministro Anthony Albanese. O referendo iria decidir formalmente sobre a aprovação do Projeto de Lei 2023 de Alteração da Constituição (Voz dos Aborígenes e das Ilhas do Estreito de Torres), que foi apresentado no parlamento federal em 30 de março de 2023 pelo Procurador-Geral Mark Dreyfus. O projeto de lei foi aprovado pela Câmara dos Representantes em 31 de maio de 2023 e pelo Senado em 19 de junho de 2023. A data do referendo foi anunciada por Albanese em 30 de agosto de 2023. Em 11 de setembro de 2023, o Governador-Geral David Hurley desencadeou formalmente a realização do referendo emitindo mandados à Comissão Eleitoral Australiana.

## Questão em votação
Em 23 de março de 2023, o governo australiano anunciou a questão em votação e as palavras específicas para a alteração da Constituição a ser submetida a referendo. Esta proposta de questão e alteração foi considerada pelo Parlamento como parte do processo parlamentar para alterar a Constituição. A aprovação do projeto de lei foi recomendada pelo Comitê Seleto Conjunto sobre o Referendo de Voz dos Aborígenes e das Ilhas do Estreito de Torres, sujeito a dois relatórios divergentes de autoria de membros dos partidos Liberal e Nacional, respectivamente. O relatório Liberal apresentou várias alterações, incluindo a eliminação da subsecção 128(ii) (para reduzir o risco de que as representações do órgão devam ser consideradas), uma nova secção 77(iv) (para permitir ao parlamento controlar a aplicabilidade de revisão judicial ao abrigo da secção 75 (v) da Constituição), o acréscimo das palavras "e o efeito jurídico das suas representações" à subsecção 128 (iii) (para clarificar o poder que o Parlamento tem de legislar sobre a voz) e a substituição das palavras “governo executivo” por "ministros de estado" (para reduzir o possível âmbito de pessoas a quem a Voz pode fazer representações). O relatório Nacional, por outro lado, rejeitou inteiramente o projeto de lei proposto.
Os boletins de voto do referendo perguntaram aos eleitores:
Uma Proposta de Lei: Alterar a Constituição para reconhecer os Primeiros Povos da Austrália, estabelecendo uma Voz Aborígene e das Ilhas do Estreito de Torres. Você aprova esta alteração proposta?

## Alteração proposta
A proposta de emenda à Constituição é a inserção do seguinte capítulo:
Capítulo IX – Reconhecimento dos Povos Aborígenes e das Ilhas do Estreito de Torres
129 – Voz dos Aborígenes e das Ilhas do Estreito de Torres
Em reconhecimento aos povos aborígenes e das ilhas do Estreito de Torres como os primeiros povos da Austrália:
1. Haverá um órgão, que se chamará Voz dos Aborígenes e das Ilhas do Estreito de Torres;
2. A Voz dos Aborígenes e das Ilhas do Estreito de Torres pode fazer representações ao Parlamento e ao Governo Executivo da Commonwealth sobre questões relacionadas aos povos Aborígenes e das Ilhas do Estreito de Torres;
3. O Parlamento terá, sujeito à presente Constituição, o poder de legislar sobre questões relacionadas com a Voz Aborígene e das Ilhas do Estreito de Torres, incluindo a sua composição, funções, poderes e procedimentos.

## Pesquisa de opinião
|  |

## Votação antecipada
Em 4 de outubro, a AEC informou que 903 570 votos foram emitidos após três dias de votação antecipada.
No dia da votação, 6 milhões de votos antecipados tinham sido emitidos em centros de pré-votação e eram esperados 2 milhões de votos por correspondência.

## Resultados preliminares

### Resultados nacionais
| Escolha                            | Votos      | %      |
| ---------------------------------- | ---------- | ------ |
| Não                                | 8 290 934  | 60,59  |
| Sim                                | 5 392 681  | 39,41  |
| Votos válidos                      | 13 683 615 | 98,94  |
| Votos brancos ou nulos             | 145 948    | 1,06   |
| Total de votos                     | 13 829 563 | 100,00 |
| Eleitores registrados/participação | 17 676 347 | 78,24  |

### Divisão de estado e território
| Estado/Território                 | Sim       | Sim   | Não       | Não   | Inválido | Taxa de participação (%) |
| Estado/Território                 | Votos     | %     | Votos     | %     | Inválido | Taxa de participação (%) |
| --------------------------------- | --------- | ----- | --------- | ----- | -------- | ------------------------ |
| Nova Gales do Sul                 | 1 767 282 | 40,83 | 2 561 546 | 59,17 | 54 344   | TBD                      |
| Vitória                           | 1 477 496 | 45,46 | 1 772 926 | 54,54 | 34 342   | TBD                      |
| Queensland                        | 793 686   | 31,53 | 1 723 874 | 68,47 | 23 188   | TBD                      |
| Austrália Ocidental               | 478 215   | 36,54 | 830 376   | 63,46 | 11 700   | TBD                      |
| Austrália Meridional              | 336 813   | 35,61 | 609 140   | 64,39 | 10 284   | TBD                      |
| Tasmânia                          | 129 281   | 39,84 | 187 553   | 60,16 | 3 667    | TBD                      |
| Território da Capital Australiana | 155 634   | 60,84 | 100 178   | 39,16 | 2 197    | TBD                      |
| Território do Norte               | 35 647    | 38,25 | 57 546    | 61,75 | 752      | TBD                      |
| Total por estado                  | TBD       | TBD   | TBD       | TBD   | TBD      | TBD                      |